# Estêvão de Inglaterra
Estêvão (Blois, c. 1092/1096 – Dover, 25 de outubro de 1154), também chamado de Estêvão de Blois, foi o Rei da Inglaterra de 1135 até sua morte e Conde de Bolonha em direito de sua esposa. Seu reinado foi marcado pela Anarquia, guerra civil que travou contra sua prima Matilde da Inglaterra. Foi sucedido pelo filho dela, Henrique II, o primeiro da dinastia Plantageneta.
Seu pai Estêvão II de Blois morreu enquanto Estêvão ainda era jovem, com ele sendo levado até sua mãe Adela da Normandia. Colocado na corte de Henrique I, seu tio e rei da Inglaterra, Estêvão ganhou proeminência e recebeu várias terras. Casou-se com Matilde de Bolonha, herdando propriedades em Bolonha e Kent que transformaram o casal em um dos mais ricos do país. Estêvão escapou de afogar-se junto com Guilherme Adelino, filho e herdeiro de Henrique I, no naufrágio do Barco Branco em 1120; a morte de Guilherme deixou em aberto a sucessão do trono inglês. Quando o rei morreu em 1135, Estêvão rapidamente cruzou o Canal da Mancha e, com a ajuda de seu irmão Henrique, um poderoso clérigo, tomou o trono afirmando que a preservação da ordem no reino era mais importante que seus juramentos prestados à imperatriz Matilde, filha de Henrique I.
Apesar de David I da Escócia, rebeldes galeses e Godofredo V de Anjou, marido de Matilde, terem repetidas vezes atacado suas terras na Inglaterra e na Normandia, os primeiros anos de seu reinado foram bem sucedidos. Roberto de Gloucester, o meio-irmão da imperatriz, rebelou-se contra Estêvão em 1138 ameaçando uma guerra civil. Junto com Valerano de Beaumont, seu conselheiro, Estêvão firmemente defendeu a Inglaterra, inclusive prendendo uma poderosa família de bispos. Quando a imperatriz e Roberto invadiram em 1139, ele não conseguiu esmagar a rebelião rapidamente, que centrou-se no sudoeste da Inglaterra. Estêvão foi abandonado por muitos de seus seguidores após ser capturado na Batalha de Lincoln em 1141, também perdendo o controle da Normandia. Ele foi libertado depois de sua esposa e Guilherme de Ypres, um de seus comandantes militares, terem capturado Roberto, porém a guerra continuou por anos com nenhum dos lados conseguindo grande vantagem.
Estêvão ficou cada vez mais preocupado em garantir que seu filho Eustácio fosse seu sucessor. Ele tentou convencer a igreja a coroar o filho para reforçar sua posição: o papa Eugênio III recusou-se e o rei começou a discutir cada vez mais com seus clérigos. O filho da imperatriz invadiu a Inglaterra em 1153 para armar uma aliança com poderosos barões a fim de conquistar o trono. Os dois exércitos confrontaram-se no Castelo de Wallingford, porém nenhum dos lados saiu vitorioso. Estêvão começou a considerar e negociar a paz, um processo que foi apressado após a morte repentina de Eustácio. Estêvão e Henrique assinaram o Tratado de Wallingford no final do ano, em que o rei reconhecia Henrique como seu herdeiro em troca da paz. Estêvão morreu no ano seguinte. Historiadores modernos já debateram como a personalidade de Estêvão, eventos externos e a fraqueza do estado normando contribuíram para o longo período de guerra civil. 

## Início de vida

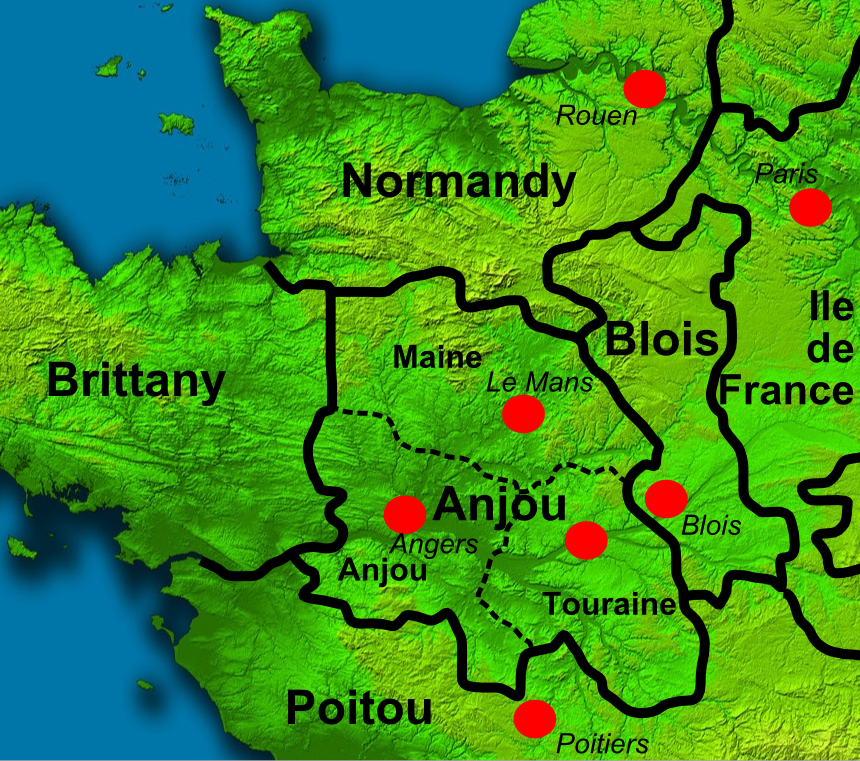
O norte da França por volta da época do nascimento de Estêvão.

### Infância
Estêvão nasceu em Blois, Condado de Blois, França, em 1092 ou 1096. Seu pai era Estêvão II, Conde de Blois, um nobre francês que participou pouco da infância do filho por ser um cruzado. Estêvão II adquiriu a reputação de covarde durante a Primeira Cruzada e voltou ao combate em 1101 para reconstruir seu nome, morrendo no ano seguinte na Batalha de Ramla. A mãe de Estêvão era Adela da Normandia, filha do rei Guilherme I da Inglaterra e Matilde de Flandres, famosa entre seus contemporâneos por sua piedade, riqueza e talento político. Ela teve grande influência no início da vida de Estêvão.
A França do século XII era um conjunto de condados, ducados e organizações políticas menores sob o controle mínimo de um rei. O poder do monarca estava ligado ao seu controle da rica província de Ilha de França, leste de Blois. No oeste jazia os condados de Maine, Anjou e Touraine, e ao norte estava o Ducado da Normandia, de onde Guilherme I havia conquistado a Inglaterra em 1066. O controle da herança anglo-normanda ainda estava sendo disputado pelos filhos de Guilherme. Apesar de dialetos regionais, os governantes da região falavam uma língua similar, seguiam a mesma religião e eram relacionados; também eram muito competitivos e frequentemente entravam em conflito por territórios valiosos e castelos.
Estêvão tinha pelo menos quatro irmãos e uma irmã, além de provavelmente duas meias-irmãs. Guilherme era seu irmão mais velho, e sob circunstâncias normais teria herdado o título de conde. Guilherme provavelmente sofria de retardo mental e Adela passou o título para Teobaldo, seu segundo filho, que posteriormente adquiriria o Condado de Champagne além de Blois e Chartres. O outro irmão mais velho de Estêvão, Eudes, morreu jovem ainda na adolescência. Seu irmão mais novo Henrique nasceu provavelmente quatro anos depois de Estêvão. Os irmãos formavam uma família muito unida, com Adela encorajando Estêvão a tornar-se um cavaleiro feudal e Henrique a virar clérigo possivelmente para que seus objetivos pessoais não entrassem em conflito. Estêvão foi criado na casa da mãe em vez de com um parente, algo fora do comum; ele aprendeu latim e cavalgada, estudando história e histórias bíblicas com Guilherme, o Normando.

### Relação com Henrique I

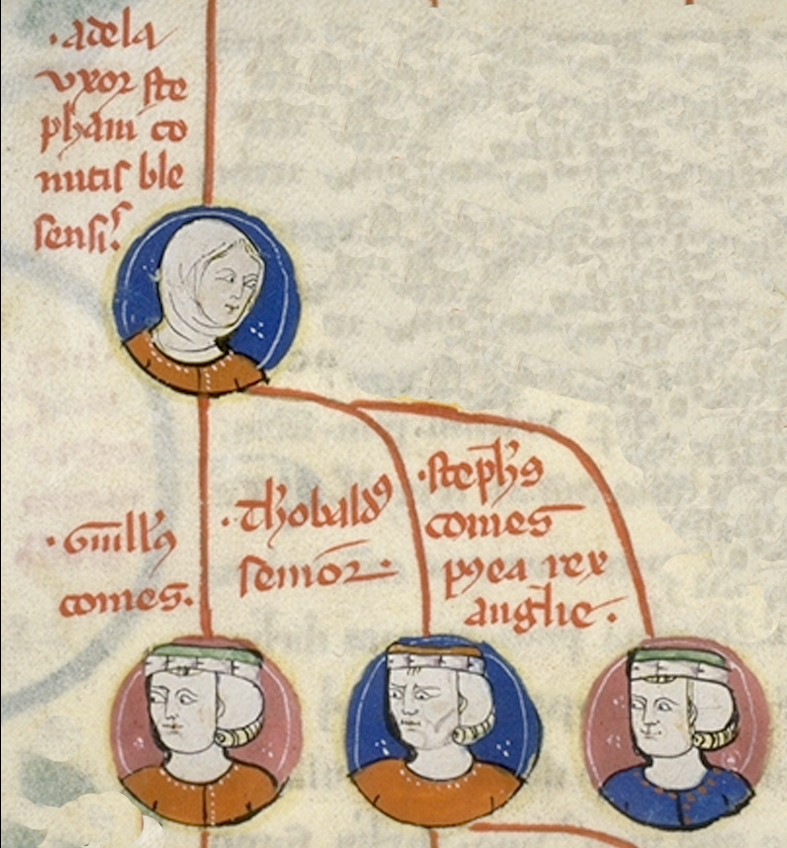
Árvore genealógica da família de Estêvão, com sua mãe Adela no topo e em baixo, da esquerda para a direita, Guilherme, Teobaldo e Estêvão.

O rei Henrique I da Inglaterra também era seu tio e foi uma grande influência no início da vida de Estêvão. Henrique chegou ao poder após a morte de seu irmão mais velho, o rei Guilherme II. Ele invadiu e capturou o Ducado da Normandia em 1106, que era controlado por seu irmão mais velho Roberto II, derrotando o exército normando na Batalha de Tinchebray. Henrique então entrou em conflito com o rei Luís VI da França, que aproveitou a oportunidade para declarar que Guilherme Clito, filho de Roberto, era o legítimo Duque da Normandia. A resposta do rei inglês foi formar uma rede de alianças com os condados ocidentais da França contra Luís, criando um conflito regional que duraria por toda a infância de Estêvão. Adela e Teobaldo aliaram-se com Henrique, com a mãe de Estêvão decidindo colocá-lo na corte. A próxima campanha de Henrique na Normandia começou em 1111, lutando contra rebeldes que se opunham ao seu domínio. Estêvão provavelmente acompanhou o rei durante a campanha militar de 1112, onde foi feito cavaleiro, definitivamente estando presente na corte durante a visita de Henrique à Abadia de Saint-Evroul em 1113. Estêvão foi a Inglaterra pela primeira vez em 1113 ou 1115, quase certamente como parte da corte real.
Henrique tornou-se um poderoso patrono de Estêvão; o rei provavelmente escolheu apoiá-lo porque era parte de sua família e um aliado regional, mas sem riqueza ou poder suficiente para ser uma ameaça contra ele ou seu herdeiro, Guilherme Adelino. Mesmo em uma família com grande influência regional, Estêvão era o terceiro filho e precisava do apoio de um patrono poderoso para progredir. Ele rapidamente começou a acumular terras e possessões com o auxílio de Henrique. O rei confiscou o Condado de Mortain de Guilherme de Mortain e o Honour de Eye, um grande senhorio pertencente a Roberto Malet, logo depois da Batalha de Tinchebray. Estêvão recebeu em 1113 os títulos e as honras junto com outras terras que eram propriedades reais. A entrega da Honour de Lencastre seguiu-se depois de ter sido confiscada das mãos de Rogério, o Poitevino. Estêvão também recebeu Alençon no sul da Normandia, porém os locais se rebelaram e procuraram a ajuda do Conde de Anjou. Ele e Teobaldo foram derrotados na campanha subsequente, que culminou na Batalha de Alençon, e os territórios não foram recuperados.
Finalmente, o rei arranjou em 1125 seu casamento com Matilde, filha e única herdeira de Eustácio III, Conde de Bolonha, que dominava tanto o importante porto de Bolonha quanto grandes propriedades no noroeste e sudeste da Inglaterra. Guilherme Clito, um potencial pretendente ao trono inglês, parecia em 1127 que iria tornar-se o Conde da Flandres; Henrique enviou Estêvão em missão para impedir isso e, após sua eleição, Clito atacou as terras de Estêvão em Bolonha como retaliação. Posteriormente foi declarada uma trégua e Guilherme Clito morreu no ano seguinte.

### Barco Brancoe sucessão

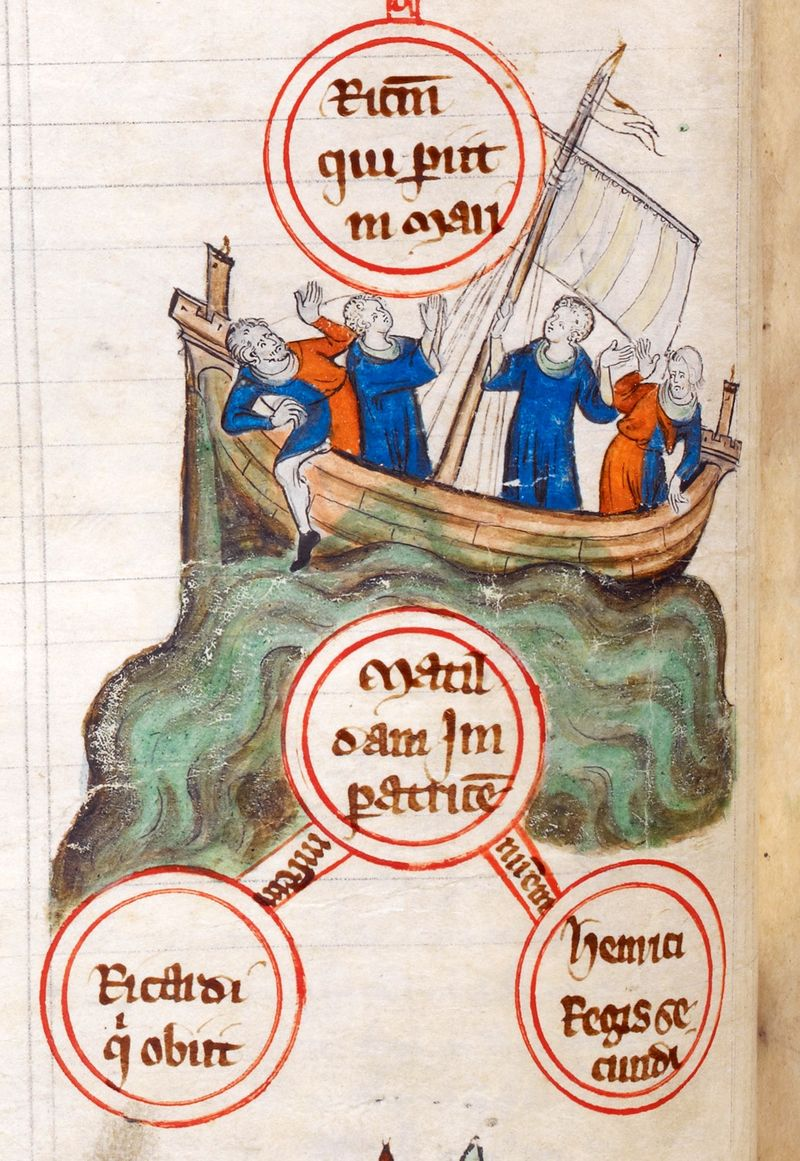
Uma representação do século XIV do naufrágio do Barco Branco.

A situação política da Inglaterra mudou drasticamente em 1120. Trezentas pessoas embarcaram no Barco Branco em Barfleur para chegarem na Inglaterra. Dentre essas pessoas estava Guilherme Adelino, herdeiro do trono, e outros nobres. Estêvão deveria ter viajado no mesmo navio, porém mudou de ideia no último momento e decidiu esperar outra embarcação, ou por medo da superlotação ou por estar sofrendo de diarreia. O navio naufragou no caminho e Adelino morreu junto com os passageiros.
A herança do trono inglês foi posta em dúvida com a morte de Adelino. As regras de sucessão no oeste da Europa eram incertas na época; a primogenitura masculina, em que o filho mais velho herdava o título, estava ficando cada vez mais popular em algumas partes da França. Também era uma tradição para o rei francês coroar seu sucessor enquanto ainda estava vivo, deixando bem claro a linha de sucessão. Entretanto, o caso era diferente na Inglaterra. Em outras partes da Europa, como na Normandia e na Inglaterra, a tradição mandava as terras serem divididas, com o mais velho recebendo as terras maiores e mais valiosas e o mais jovem ficando com as menores ou recentemente adquiridas. O problema complicava-se ainda mais pela sequência de instáveis sucessões anglo-normandas – Guilherme I tomou a Inglaterra pela força; Guilherme II e Roberto II, Duque da Normandia, lutaram entre si para estabelecer a herança; e Henrique I adquiriu a Normandia também pela força. Não houve sucessões pacíficas e incontestadas.
Henrique tinha apenas outra filha legítima, Matilde, porém como mulher ela tinha uma grande desvantagem política. Mesmo casando-se com Adeliza de Lovaina, ficou cada vez mais improvável que o rei tivesse outro filho legítimo, assim ele colocou Matilde como seu herdeira. Ela havia se casado com o imperador Henrique V do Sacro Império Romano-Germânico, dando-lhe o título de "imperatriz", porém ele morreu em 1125. Três anos depois ela casou-se com Godofredo V, Conde de Anjou, cujas terras faziam fronteira com o Ducado da Normandia. Godofredo não era popular entre a elite anglo-normanda: por pertencer à Casa de Plantageneta, era um inimigo tradicional dos normandos. As tensões continuaram a crescer como resultado das políticas internas de Henrique, particularmente sua renda para pagar várias guerras. O conflito foi diminuído pela personalidade e reputação do rei.
Henrique tentou construir uma base política para apoiar Matilde, exigindo em 1127, 1128 e 1131 que toda a corte prestasse juramentos para reconhecê-la como sucessora e seus descendentes como seus sucessores depois dela. Estêvão prestou o juramento em 1127. Mesmo assim, as relações entre Henrique, Matilde e Godofredo ficaram cada vez mais tensas ao final da vida do rei. Matilde e Godofredo sentiam que não tinham apoio genuíno na Inglaterra. Eles propuseram a Henrique em 1135 que o rei entregasse os castelos reais da Normandia enquanto ainda vivo para insistir que a nobreza normanda apoiasse Matilde, dando ao casal uma posição muito mais forte após a morte dele. O rei recusou-se, provavelmente com medo que Godofredo tentasse tomar o controle da região antes do esperado. Uma rebelião então começou no sul da Normandia no mesmo ano e Godofredo e Matilde intervieram pelo lado dos rebeldes. Durante os confrontos, Henrique adoeceu e morreu perto de Lyons-la-Forêt.

## Ascensão

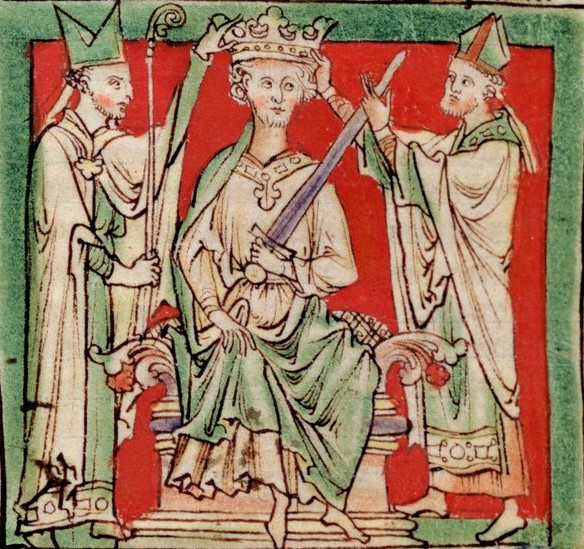
Uma representação do século XIII da coroação de Estêvão.

Estêvão era uma figura estabelecida na sociedade anglo-normanda em 1135. Era extremamente rico, bem-educado e querido por seus companheiros. Também era considerado um homem capaz de ações firmes. Os crônicos contam que Estêvão era um líder modesto e fácil de lidar, gostava de sentar com seus homens e criados, casualmente rindo e comendo com eles apesar de sua riqueza e poder. Ele era bem devoto, tanto na manutenção dos ritos religiosos quanto em sua generosidade para a igreja. Estêvão tinha um confessor pessoal indicado pelo arcebispo da Cantuária, que implementou para ele um regime de penitência. Ele também encorajou a recém criada Ordem de Cister a formar abadias em suas propriedades, conseguindo aliados dentro da igreja. Entretanto, continuaram os rumores sobre a covardia de seu pai na Primeira Cruzada, e o desejo de evitar a mesma reputação pode ter influenciado algumas de suas decisões militares mais precipitadas. Matilde, sua esposa, foi importantíssima na administração de suas propriedades, que contribuíam para deixá-los como a segunda família mais rica do país, atrás apenas do rei. O nobre flamenco Guilherme de Ypres juntou-se à criadagem de Estêvão em 1133 junto com Faramus de Bolonha, um parente flamenco e amigo de Matilde.
Enquanto isso, Henrique de Blois também ascendeu muito durante o reinado de Henrique I. Ele havia tornado-se um monge da Abadia de Cluny e foi com Estêvão para a Inglaterra, onde o rei lhe transformou no abade de Glastonbury, a abadia mais rica do país. Depois o rei o nomeou como o Bispo de Winchester, um dos bispados mais ricos, permitindo que mantivesse Glastonbury. A renda dos dois cargos transformaram Henrique em um dos homens mais ricos da Inglaterra. Ele queria reverter o que era visto como invasão da igreja pelos reis normandos. Os reis normandos tradicionalmente exerceram grande poder e autonomia em seus territórios sobre a igreja. Desde a década de 1040, de acordo com o historiador Richard Huscroft, os papas colocaram mensagens reformistas que enfatizavam a importância da igreja como sendo "governada de forma mais coerente e mais hierarquicamente do centro" e estabelecendo "a sua própria esfera de competência e jurisdição, separada e independente do governante leigo".

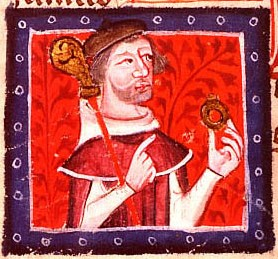
Representação contemporânea de Henrique de Blois.

Nenhum dos potenciais pretendentes ao trono estava preparado quando a notícia da morte de Henrique I em 1 de dezembro espalhou-se. Godofredo e Matilde estavam em Anjou, apoiando os rebeldes em sua campanha contra o exército real, que incluíam vários dos apoiadores de Matilde como seu meio-irmão Roberto, 1º Conde de Gloucester. Muitos desses barões haviam jurado permanecer na Normandia até o rei ser enterrado, algo que impedia seus retornos ao país. Teobaldo, irmão de Estêvão, estava em Blois, ainda mais ao sul. Entretanto, Estêvão estava em Bolonha e partiu para a Inglaterra junto com seu exército particular assim que soube sobre a morte de Henrique I. Roberto de Gloucester tinha guarnecido os portos de Dover e Cantuária e alguns relatos sugerem que ele recusou-se a permitir que Estêvão atracasse. Mesmo assim, Estêvão provavelmente chegou em sua propriedade na parte de fora de Londres em 8 de dezembro e começou a tomar o controle da Inglaterra.
O povo de Londres tradicionalmente reivindicava um direito de eleger o novo rei, proclamando Estêvão como monarca, acreditando que em troca ele garantiria privilégios e direitos à cidade. Henrique de Blois providenciou o apoio da igreja: Estêvão conseguiu avançar até Winchester, onde Rogério, Bispo de Salisbury e Lorde Chanceler, deu instruções para o tesouro real ser entregue a ele. Henrique entregou ao irmão em 15 de dezembro um acordo que garantiria grandes liberdades a igreja, em troca o Arcebispo da Cantuária e o embaixador papal apoiariam sua sucessão. Havia o problema do juramento que havia prestado para apoiar Matilde, porém Henrique convenceu todos que o rei estava errado em insistir que sua corte fizesse o juramento. Além disso, Henrique I insistiu no juramento para proteger a estabilidade do reino, e em função do caos que poderia seguir-se, Estêvão teria justificativas para ignorá-lo. Henrique também conseguiu convencer Hugo Bigot, criado real, a afirmar que Henrique I havia mudado de ideia sobre a sucessão no leito de morte, nomeando Estêvão. A coroação ocorreu em 26 de dezembro na Abadia de Westminster.
Enquanto isso, os nobres normandos reuniram-se em Le Neubourg para discutir a possibilidade de nomear Teobaldo rei, provavelmente logo em seguida das notícias que Estêvão estava ganhando apoio na Inglaterra. Os normandos afirmavam que como conde e o neto mais velho de Guilherme I, ele tinha a reivindicação mais válida para o reino e o ducado, certamente uma escolha melhor que Matilde. Teobaldo encontrou-se com barões normandos e Roberto de Gloucester em Lisieux no dia 21 de dezembro, porém a reunião foi interrompida pelas notícias que a coroação de Estêvão iria acontecer na semana seguinte. Teobaldo então concordou em ser feito rei, mas descobriu que seu apoio havia desaparecido: os barões não estavam preparados em apoiar a divisão da Inglaterra e Normandia ao se oporem a Estêvão. Estêvão compensou financeiramente Teobaldo, que em troca permaneceu em Blois e apoiou a sucessão do irmão.

## Começo do reinado

### Primeiros anos

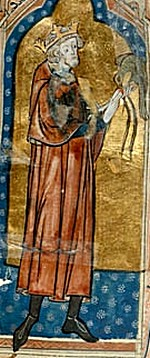
Representação do século XIV de Estêvão com uma ave de caça.

O reino anglo-normando de Estêvão fora moldado pela conquista normanda em 1066 e a posterior expansão para o sul de Gales nos anos seguintes. Tanto o reino quanto o ducado eram dominados por um pequeno número de poderosos barões que possuíam terras dos dois lados do Canal da Mancha, com barões menores logo abaixo com castelos mais localizados. Ainda não era claro o quanto dessas terras podiam ser passadas pela hereditariedade ou por presente real, com a questão começando a gerar tensões durante o reinado de Henrique I. Algumas das terras da Normandia, passadas hereditariamente, eram consideradas mais importantes para os grandes barões que aquelas na Inglaterra, onde suas possessões não eram tão claras. Henrique I havia aumentado a autoridade e a capacidade da administração real, frequentemente trazendo "novos homens" para ocupar posições chaves em vez de escolher a nobreza já estabelecida. Ele conseguiu maximizar rendas e conter despesas no processo, criando um superávit e aumentando o tesouro, porém ao mesmo tempo aumentando as tensões.
Estêvão teve de intervir no norte da Inglaterra imediatamente após sua coroação. O rei David I da Escócia invadiu assim que soube da morte de Henrique, tomando Carlisle, Newcastle e outros castelos. O norte da Inglaterra era um território bem disputado na época, com os reis escoceses reivindicando Cúmbria, e David também reivindicando o Reino da Nortúmbria por seu casamento com a filha de um antigo conde anglo-saxão. Estêvão rapidamente marchou para o norte com um exército e encontrou David em Durham. Um acordo foi fechado com o rei escocês e David devolveu todos os territórios que conquistou com a exceção de Carlisle. Em troca, Estêvão confirmou as posses inglesas do príncipe Henrique, filho de David, incluindo seu título de Conde de Huntingdon.
Estêvão realizou sua primeira corte na Páscoa de 1136 assim que voltou para o sul. Vários nobres reuniram-se em Westminster para o evento, incluindo muitos barões anglo-normandos e a maioria dos alto oficiais da igreja. Estêvão emitiu uma nova escritura real, confirmando promessas feitas para a igreja, comprometendo-se a reverter as políticas de Henrique em relação às florestas reais e realizar reformas contra abusos do sistema legal real. O novo rei mostrou-se como um sucessor natural das políticas de Henrique I, reafirmando a existência dos sete condados do reino e seus senhores. A corte de Páscoa foi um evento luxuoso, com muito dinheiro gasto no próprio evento, em roupas e presentes. Estêvão concedeu terras e favores para todos os presentes, entregando também muitas terras e privilégios a fundações religiosas. Sua ascensão ao trono ainda precisava ser ratificada pelo papa e Henrique de Blois parece ter sido o responsável por garantir os testemunhos de apoio do irmão Teobaldo e do rei Luís VI da França, a quem Estêvão representava um equilíbrio para o poder angevino no norte francês. O papa Inocêncio II confirmou Estêvão como rei em carta enviada no final do ano, com os conselheiros reais espalhando cópias por toda a Inglaterra para mostrar a legitimidade do reinado.
Os problemas continuaram. O sul de Gales entrou em rebelião após sua vitória na Batalha de Llwchwr em janeiro de 1136 e a emboscada contra Ricardo FitzGilbert de Clare em abril, começando ao leste de Glamorgan e rapidamente espalhando-se para o resto da região durante o ano de 1137. Owain Gwynedd e Gruffydd ap Rhys conseguiram capturar muitos territórios, incluindo o Castelo de Carmarthen. Estêvão respondeu enviando Balduíno, irmão de Ricardo, e o lorde Roberto FitzHarold de Ewyas até Gales para pacificar a região. Nenhum dos dois foi muito bem sucedido e, ao final do ano, o rei pareceu ter abandonado suas tentativas para encerrar a rebelião. O historiador David Crouch sugere que Estêvão "se curvou a Gales" nesse período para concentrar-se em outros problemas. Ao mesmo tempo, ele teve de suprimir duas revoltas lideradas por Balduíno de Redvers e Roberto de Brampton; Balduíno foi capturado e posteriormente libertado, viajando para a Normandia e tornando-se um dos maiores críticos do rei.
A segurança da Normandia também era uma preocupação. Godofredo de Anjou invadiu a região no início de 1136 e, depois de uma trégua temporária, atacou novamente no final do ano, saqueando e queimando propriedades ao invés de mantê-las como território. Eventos na Inglaterra impediram que o próprio Estêvão fosse para a Normandia, então Teobaldo e Valerano de Beaumont, nomeado governador da Normandia, lideraram os esforços para defender o ducado. O rei retornou para a região apenas em 1137, encontrando-se com Luís VI e Teobaldo para formar uma aliança regional informal, provavelmente intermediada por seu irmão Henrique, a fim de conter o crescente poder angevino na região. Como parte do acordo, Luís reconheceu Eustácio, filho de Estêvão, como o Duque da Normandia em troca dele jurar vassalagem ao rei francês. Porém, Estêvão não foi tão bem sucedido em manter territórios ao longo da fronteira da Normandia com Anjou, que Godofredo havia tomado no final de 1135. O rei formou um exército para retomar a região, porém atritos entre seus mercenários flamengos liderados por Guilherme de Ypres e os barões normandos locais resultaram em um conflito dentro de suas próprias forças. Os normandos desertaram, forçando Estêvão a desistir de sua campanha. Ele concordou com uma nova trégua com Godofredo, prometendo pagar dois mil marcos por ano em troca da paz.
A relação de Estêvão com a igreja ficou gradualmente mais complexa. A carta régia de 1136 prometeu rever a posse de todas as terras tiradas da igreja pela coroa desde 1087, porém essas propriedades estavam sob o domínio de nobres. Em seu papel de Abade de Glastonbury, as reivindicações de Henrique de Blois acerca de várias terras em Devon levou a uma considerável agitação. Em 1136, Guilherme de Corbeil, Arcebisbo da Cantuária, morreu. Estêvão confiscou sua fortuna pessoal, criando um descontento em parte do clero. Henrique queria chegar ao posto, mas seu irmão apoiou Teobaldo de Bec, que posteriormente foi nomeado para o cargo. O papado acabou nomeando Henrique como legado papal, possivelmente como consolação.
Os primeiros anos de Estêvão podem ser interpretados de maneiras diferentes. Positivamente, ele estabeleceu a fronteira norte com a Escócia, conteve os ataques de Godofredo na Normandia, fez paz com Luís VI, teve boas relações com a igreja e foi amplamente apoiado por seus barões. Mesmo assim, houve vários problemas. O norte da Inglaterra era agora controlado por David e o príncipe Henrique, Estêvão havia abandonado Gales, as batalhas na Normandia haviam desestabilizado o ducado e um número cada vez maior de barões passou a acreditar que o rei não lhes havia dado as terras e os títulos que achavam serem merecidos. O dinheiro também estava acabando: o considerável tesouro de Henrique I foi esvaziado em 1138 pelos custos da corte e pela necessidade de manter forças mercenárias na Inglaterra e Normandia.

### Defendendo o reino

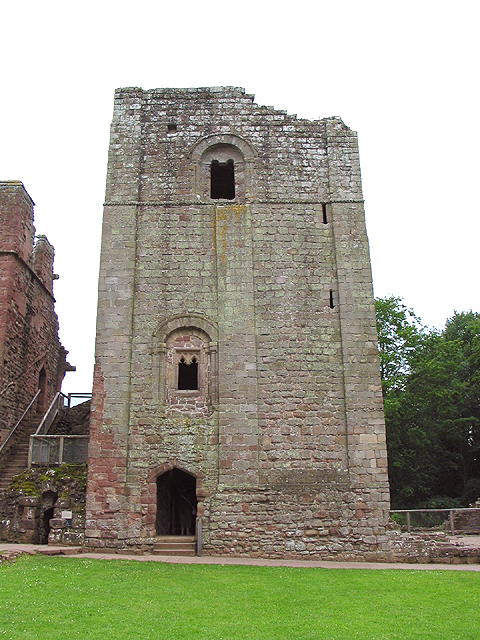
A torre de menagem de Goodrich, um exemplo de fortificação que na década de 1130 lentamente começou a substituir os castelos de mota.

Estêvão foi atacado em vários frontes diferentes em 1138. Primeiro, Roberto de Gloucester rebelou-se, iniciando o caminho para uma guerra civil na Inglaterra. Roberto, filho bastardo de Henrique I e meio-irmão de Matilde, era um dos mais poderosos barões anglo-normandos, controlando propriedades na Normandia e no Condado de Gloucester. Ele era conhecido por ser um grande estadista, por sua experiência militar e capacidade de liderança. Roberto havia tentado convencer Teobaldo em 1135 a tomar o trono; ele não compareceu à primeira corte de Estêvão em 1136 e foram necessárias várias intimações para fazê-lo comparecer a corte em Oxford naquele mesmo ano. Roberto renunciou sua vassalagem a Estêvão em 1138 e declarou seu apoio a Matilde, iniciando uma grande rebelião regional em Kent e no sudeste da Inglaterra, apesar do próprio ter permanecido na Normandia. Na França, Godofredo de Anjou aproveitou a situação e invadiu novamente a Normandia. David da Escócia também invadiu o norte da Inglaterra, afirmando apoiar a reivindicação de sua sobrinha Matilde ao trono, avançando em direção ao sul até Yorkshire.
Os embates anglo-normandos durante o reinado de Estêvão foram caracterizados por campanhas militares baseadas na guerra de exaustão, em que os comandantes tentavam tomar importantes castelos do inimigo para permitir o controle do território adversário e, no final, ter uma vitória lenta e estratégica. Os exércitos da época baseavam-se em soldados montados e cavaleiros de armadura, apoiados pela infantaria e besteiros. Essas forças eram levas feudais, convocadas pelos nobres locais por um limitado período de serviço durante a campanha ou, cada vez mais, mercenários, que eram mais caros porém mais flexíveis e mais habilidosos. Entretanto, esses exércitos eram inadequados para sitiar castelos, tanto os antigos castelos de mota quanto as novas torres de menagem feitas de pedra. As máquinas de cerco eram muito menos poderosas que o trabuco, dando aos defensores uma vantagem substancial contra seus agressores. Como resultado, ao invés de ataques diretos, os comandantes preferiam longos cercos para derrotar os inimigos pela fome ou operações para enfraquecer as muralhas. Ocasionalmente os exércitos travavam batalhas campais, porém eram consideradas manobras de alto risco e frequentemente evitadas pelos comandantes mais cautelosos. Os custos das guerras cresceram consideravelmente durante o início do século XII e reservas monetárias adequadas estavam mostrando-se cada vez mais importantes para o sucesso das campanhas.

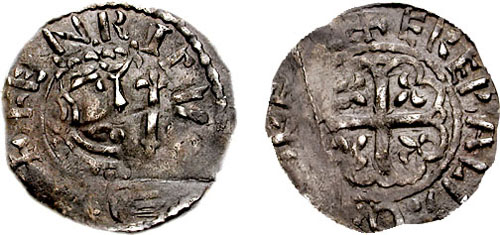
Um penny de prata do príncipe Henrique, cunhada em sua homenagem em Corbridge após seu acordo de paz com Estêvão.

As qualidades pessoais de Estêvão como líder militar focavam-se em suas habilidades em combate pessoal, suas capacidades em guerra de cerco e uma notável capacidade de mover forças militares rapidamente por distâncias relativamente longas. Em resposta às invasões e revoltas, o rei rapidamente assumiu várias campanhas militares, primariamente na Inglaterra em vez da Normandia. Sua esposa Matilde foi enviada até Kent com navios e recursos de Bolonha com a tarefa de tomar de volta o porto de Dover, controlado por Roberto. Um pequeno número de cavaleiros pessoais de Estêvão foram enviados para o norte a fim de ajudar na luta contra os escoceses. As forças de David foram derrotadas em agosto do mesmo ano na Batalha de Standard. David ainda mantinha parte do norte apesar da derrota. Estêvão foi para o oeste para tentar reconquistar Gloucestershire, primeiro atacando as fronteiras galesas no norte, tomando Hereford e Shrewsbury, em seguida marchando para sul rumo a Bath. A cidade de Bristol mostrou-se muito resistente e Estêvão se contentou em saquear a área próxima. Parecia que os rebeldes esperavam que Roberto viesse intervir, porém ele ficou na Normandia tentando convencer a imperatriz Matilde a invadir a Inglaterra. Dover se rendeu à rainha no final de 1139.
A campanha militar de Estêvão progrediu bem na Inglaterra e o historiador David Crouch a descreve como "uma realização militar de primeira". O rei aproveitou a oportunidade com uma vantagem militar e fez um acordo de paz com a Escócia. Sua esposa foi enviada para negociar outro acordo entre Estêvão e David, chamado de Tratado de Durham; Nortúmbria e Cúmbria ficariam com o príncipe Henrique, filho de David, em troca de fidelidade e paz na fronteira. Entretanto, o poderoso Ranulfo de Gernon, 4º Conde de Chester, considerava ter os direitos de Carlisle e Cumberland, ficando extremamente insatisfeito com o acordo com os escoceses. Mesmo assim, o rei agora podia concentrar sua atenção na iminente invasão de Roberto e Matilde.

### Pré-guerra civil

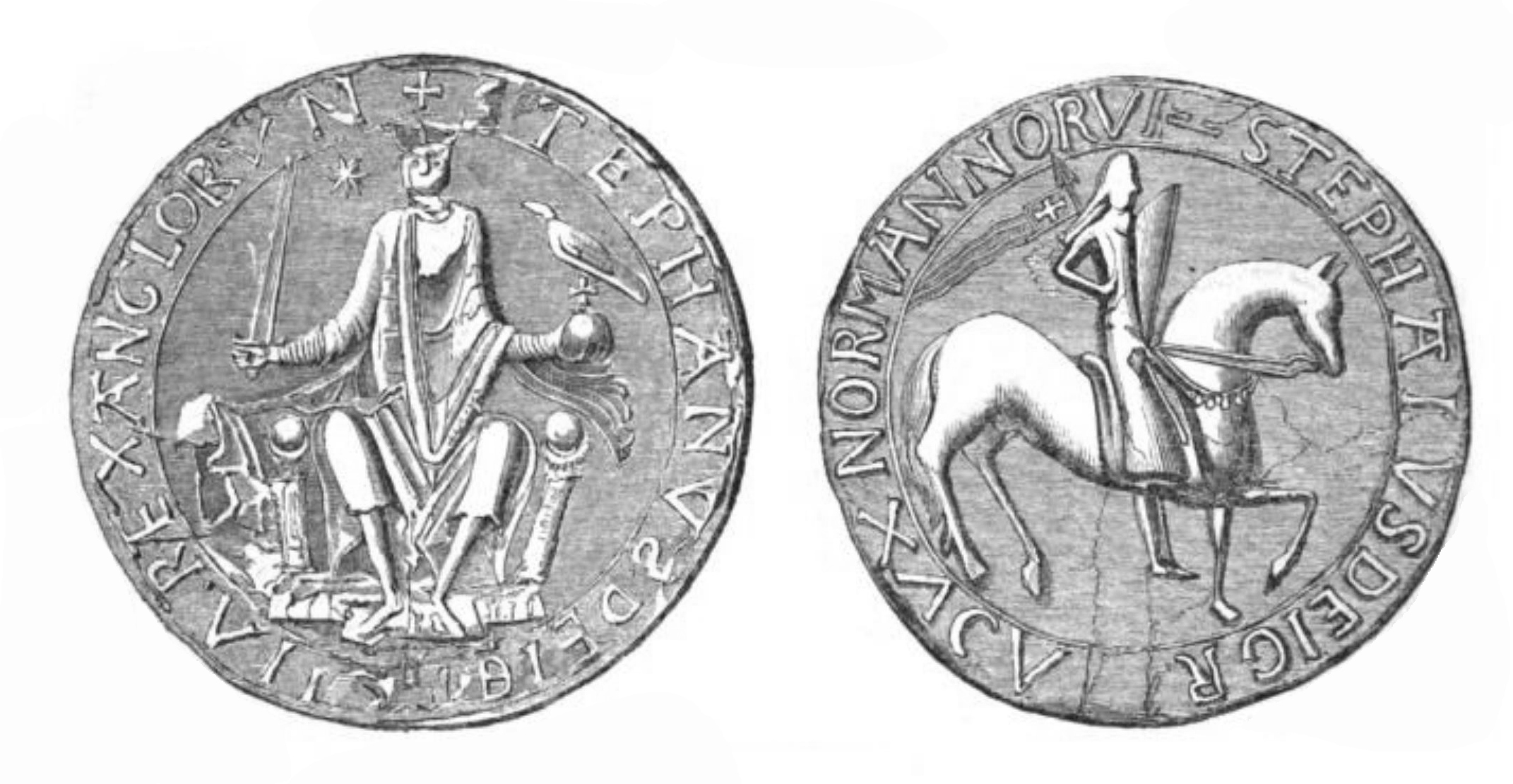
Grande Selo de Estêvão.

Estêvão se preparou para a invasão angevina criando um número maior de condados. Durante o reinado de Henrique I, existiam apenas um número pequeno e eram principalmente de natureza simbólica. Estêvão criou muitos outros, colocando neles homens considerados leais e competentes comandantes militares, também entregando novas terras e poderes executivos adicionais em áreas mais vulneráveis do país. O rei tinha vários objetivos em mente, que incluíam garantir a lealdade de seus principais apoiadores ao dar-lhes títulos de nobreza e melhorar as defesas das principais partes do reino. Valerano de Beaumont, Conde de Meulan e seu principal conselheiro, irmão gêmeo de Roberto de Beaumont, 2º Conde de Leicester, foi uma grande influência. Os gêmeos Beaumont, seu irmão mais novo e seus primos receberam a maioria dos novos condados. A partir de 1138, Estêvão entregou a família os condados de Worcester, Leicester, Hereford, Warwick e Pembroke, que – combinados com as terras do príncipe Henrique em Cumberland e Nortúmbria – criavam um território que servia de zona-tampão entre o sudeste, Chester e o resto do reino. O poder dos Beaumont cresceu tanto com suas novas terras que o historiador David Crouch sugere que ficou "perigoso ser qualquer coisa diferente de amigo de Valerano" na corte de Estêvão.
Estêvão tomou atitudes para retirar de seu caminho um grupo de bispos que ele considerava uma ameaça ao seu reinado. A administração real sob Henrique I ficou a cargo de Rogério, Bispo de Salisbury, apoiado por seus sobrinhos Alexandre e Nigel, respectivamente os bispos de Lincoln e Ely, e seu filho Rogério le Poer, o Lorde Chanceler. Esses bispos eram poderosos donos de terras e líderes eclesiásticos que começaram a construir novos castelos e aumentar suas forças militares, o que levou Estêvão a suspeitar que estavam prestes a defender a imperatriz Matilde. Rogério e sua família também eram inimigos de Valerano, discordando de seu controle da administração real. O rei realizou sua corte em Oxford em junho de 1139, onde ocorreu uma luta entre Alan da Bretanha e os homens de Rogério, um incidente provavelmente criado de forma deliberada por Estêvão. O rei respondeu exigindo que Rogério e os outros bispos entregassem todos os seus castelos na Inglaterra. Essa exigência foi apoiada pela prisão dos bispos, com a exceção de Nigel que fugiu para o Castelo de Devizes; o bispo se rendeu apenas depois de Estêvão cercar o castelo e ameaçar executar Rogério le Poer. Os castelos restantes foram entregues ao rei.
Henrique de Blois ficou alarmado, tanto por princípio, já que Estêvão havia concordado em 1135 em respeitar as liberdades da igreja, quanto por pragmatismo porque ele próprio havia construído seis castelos recentemente e não queria ser tratado da mesma maneira. Como legado papal, Henrique convocou o rei a comparecer perante um conselho eclesiástico a fim de responder pela confiscação das propriedades. Henrique afirmava os direitos da igreja de investigar e julgar todas as acusações contra membros do clero. Estêvão designou Aubrey de Vere como seu porta-voz, alegando que Rogério de Salisbury foi preso não como bispo, mas como um barão que estava se preparando para apoiar Matilde. O rei apoiou Hugo, Arcebispo de Ruão, que desafiou os bispos a provar que o direito canônico lhes dava permissão para construir e serem donos de castelos. O incidente acabou com qualquer ameaça militar dos bispos, porém danificou a relação que Estêvão tinha com o clero, particularmente com o irmão.

## Guerra civil

### Fase inicial

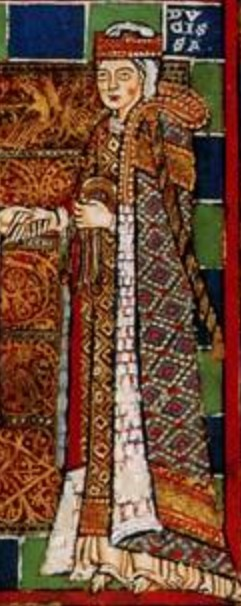
Representação contemporânea da imperatriz Matilde.

A invasão angevina chegou em 1139. Balduíno de Redvers cruzou o Canal da Mancha em agosto indo até Wareham, inicialmente tentando capturar o porto para receber o exército de invasão de Matilde, porém as forças de Estêvão o forçaram a recuar para o sudeste. Entretanto, a imperatriz foi convidada pela viúva rainha Adeliza no mês seguinte a desembarcar em Arundel. Matilde e Roberto de Gloucester chegaram na Inglaterra com 140 cavaleiros no dia 30 setembro. Ela ficou no Castelo de Arundel enquanto Roberto marchou para Wallingford e Bristol no noroeste, esperando conseguir apoio para uma rebelião e encontrar Miles de Gloucester, um competente comandante militar que aproveitou a oportunidade para abdicar de sua fidelidade ao rei. Estêvão rapidamente foi para o sul, cercando Arundel e prendendo Matilde dentro do castelo.
Estêvão concordou com uma trégua proposta pelo irmão Henrique; os detalhes do acordo são desconhecidos, mas o resultado foi que o rei libertou Matilde do cerco e então deixou que ela e seus cavaleiros fossem para o sudeste, reunindo-se com Roberto de Gloucester. A decisão  de libertar sua rival ainda não é clara. Crônicos contemporâneos sugerem que Henrique de Blois convenceu Estêvão que estaria nos seus melhores interesses libertar a imperatriz e concentrar suas forças em Roberto, e que o rei viu Roberto e não Matilde como seu principal oponente no conflito. Ele também tinha um dilema em Arundel: o castelo era considerado inexpugnável e o rei pode ter se preocupado em prender seu exército no sul enquanto Roberto percorria livremente o oeste. Outra teoria diz que Estêvão libertou Matilde como um senso de cavalaria medieval; o rei era certamente conhecido por sua personalidade generosa e cortês, e normalmente não se esperava que as mulheres fossem alvos nas guerras anglo-normandas.
Estêvão então focou seus esforços em pacificar o sudoeste da Inglaterra. Apesar de poucas deserções para o lado de Matilde, seus inimigos controlavam um bloco compacto que ia de Gloucester e Bristol no sudoeste, passando por Devon e Cornualha, para as fronteiras galesas e até Oxford e Wallingford no leste, ameaçando Londres. O rei começou atacando o Castelo de Wallingford, mantido por Brian FitzCount, amigo de infância da imperatriz, porém ele estava muito bem defendido. Estêvão deixou algumas forças para bloquear o castelo e continuou para o oeste a fim de atacar Trowbridge, tomando no caminho os castelos de South Cerney e Malmesbury. Enquanto isso, Miles de Gloucester marchou para o leste, atacando as forças de retaguarda em Wallingford e ameaçando partir para Londres. Estêvão foi forçado a abandonar sua campanha no oeste e voltar para o leste a fim de estabilizar a situação e proteger sua capital.

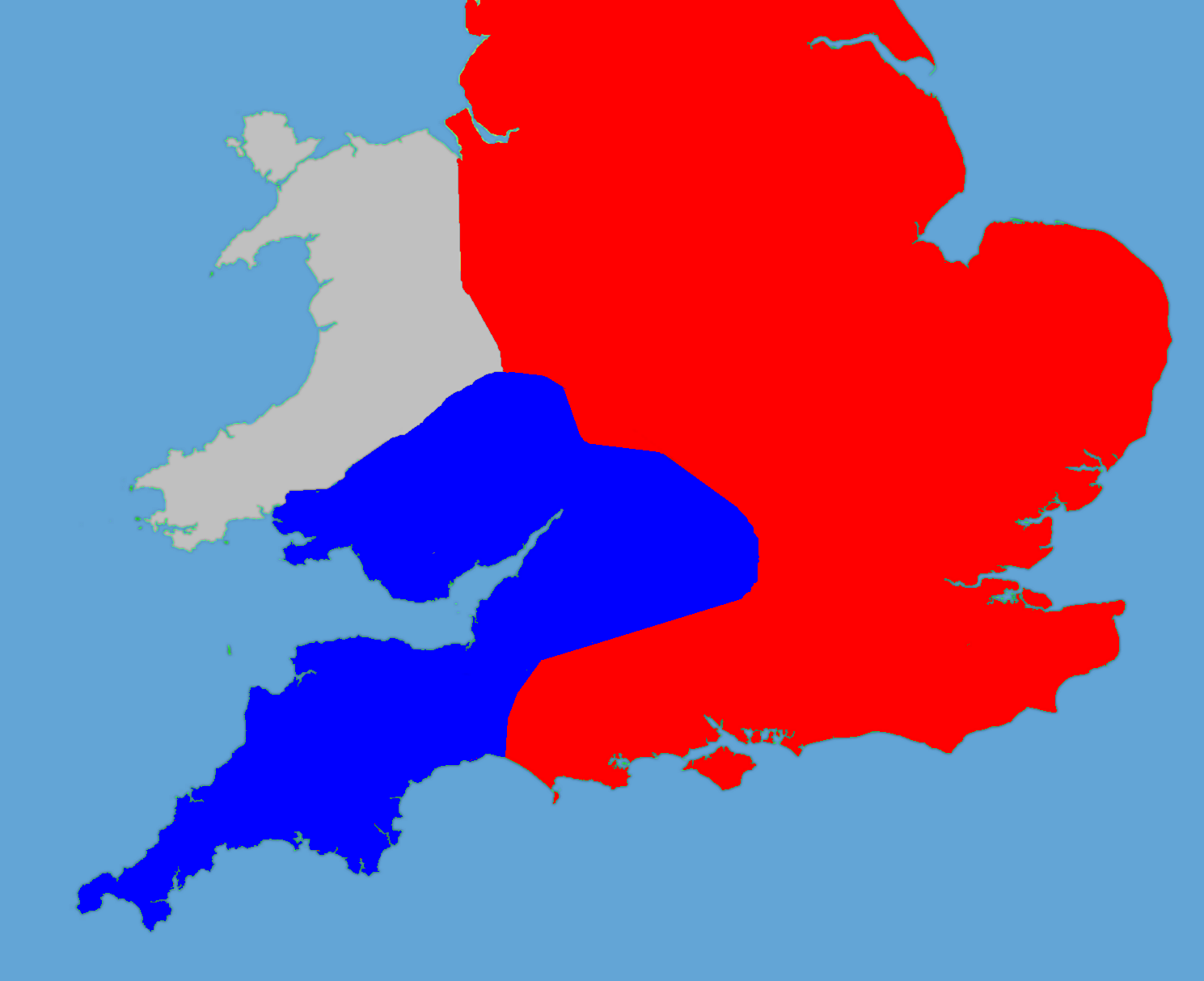
Mapa político da revolta angevina e galesa de 1140. Vermelho indica as áreas controladas por Estêvão, azul pelos angevinos e cinza pelos galeses.

Nigel, Bispo de Ely, cujos castelos foram confiscados por Estêvão no ano anterior, rebelou-se também no início de 1140. Ele queria tomar Anglia do Leste e estabelecer sua base de operações na Ilha de Ely. O rei respondeu rapidamente, pegando um exército e usando barcos amarrados juntos para formar uma ponte que permitiu um ataque surpresa contra a ilha. Nigel fugiu para Gloucester, porém seus homens e castelo foram capturados, com a ordem sendo temporariamente restaurada no leste. Os homens de Roberto de Gloucester retomaram alguns dos territórios que Estêvão conquistou em sua campanha de 1139. Henrique de Blois, num esforço para negociar a paz, realizou uma conferência em Bath; a rainha foi enviada para representar o marido. A conferência falhou sobre a insistência de Henrique e os clérigos de que eles deveriam impor os termos do acordo, algo que Estêvão considerou inaceitável.
Ranulfo de Chester continuou insatisfeito com Estêvão entregando o norte da Inglaterra ao príncipe Henrique. Ele criou um plano para lidar com o problema; emboscaria Henrique enquanto o príncipe viaja da corte inglesa de volta para a Escócia depois do natal. O rei respondeu aos rumores acompanhando pessoalmente Henrique até o norte, porém isso foi uma afronta muito grande para Ranulfo. Ele anteriormente afirmava ter os direitos do Castelo de Lincoln, mantido por Estêvão, e sob a desculpa de uma visita social, atacou e tomou o castelo em um ataque surpresa. Estêvão marchou para Lincoln e concordou com uma trégua, provavelmente para impedir que Ranulfo se juntasse a Matilde, entregando-lhe o castelo. Ao voltar para Londres, o rei recebeu a notícia de que Ranulfo, seu irmão e sua família estavam relaxando no castelo de Lincoln com uma guarda mínima, perfeito para um ataque surpresa. Abandonando o acordo recém firmado, Estêvão juntou novamente seu exército e foi para o norte, porém não foi rápido o bastante – Ranulfo fugiu de Lincoln e declarou apoio a imperatriz e Estêvão foi forçado a cercar o castelo.

### Segunda fase

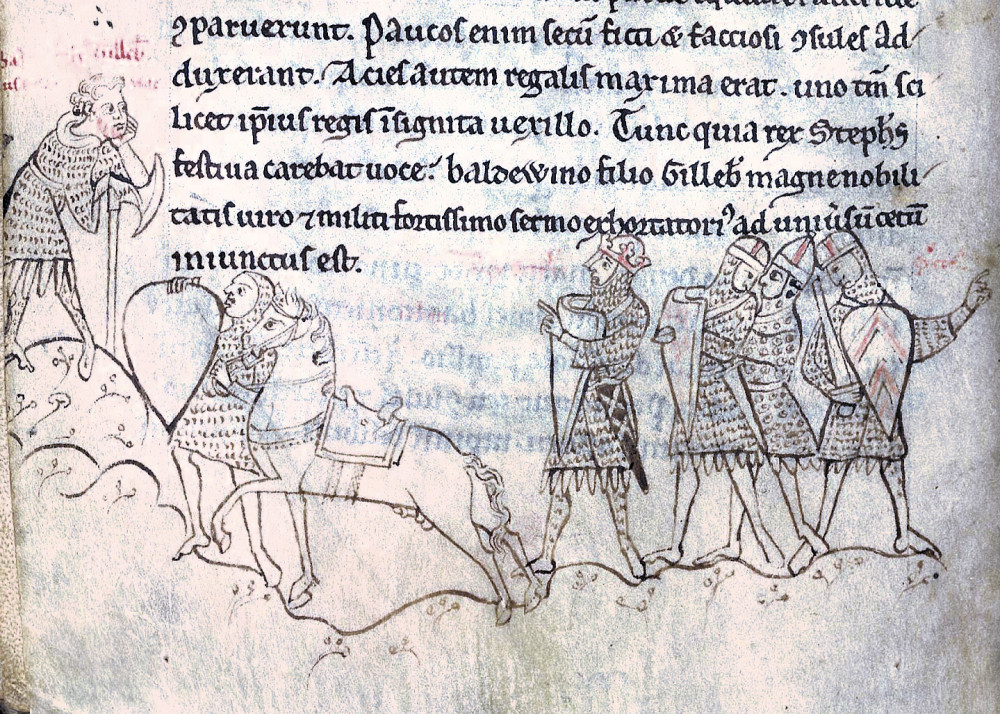
Ilustração quase contemporânea da Batalha de Lincoln. Estêvão ouve Balduíno de Clare fazer seu discurso de batalha.

Roberto de Gloucester e Ranulfo de Chester avançaram contra as posições do rei com uma grande força enquanto Estêvão e seu exército cercavam o Castelo de Lincoln no início de 1141. Quando soube das notícias, Estêvão reuniu um conselho para decidir se caminhava para a batalha ou se retirava para reunir mais soldados: decidiu lutar, resultando na Batalha de Lincoln em 2 de fevereiro de 1141. Estêvão comandou o centro do exército, com Alan da Bretanha na direita e Guilherme de Aumale na esquerda. As forças de Roberto e Ranulfo tinham superioridade na cavalaria e Estêvão desmontou muitos de seus cavaleiros para formar uma infantaria sólida; ele próprio lutou sem cavalo. Estêvão não era um bom orador público, pedindo para Balduíno de Clare realizar o discurso pré-batalha, que inflamou as tropas. Depois de um sucesso inicial onde Guilherme destruiu a infantaria angevina galesa, a batalha piorou para o rei. A cavalaria de Roberto e Ranulfo cercou o centro de Estêvão e o próprio rei. Muitos de seus apoiadores fugiram nesse momento, incluindo Valerano de Beaumont e Guilherme de Ypres, mas Estêvão continuou lutando, se defendendo com sua espada e, depois dela ter quebrado, um machado de guerra. Finalmente, ele foi subjugado e capturado.
Roberto levou Estêvão até Gloucester, onde o rei encontrou com Matilde, e depois para o Castelo de Bristol, tradicionalmente usado para manter prisioneiros importantes. Ele inicialmente foi mantido em boas condições, porém sua segurança logo aumentou e ele foi acorrentado. A imperatriz começou a tomar as medidas necessárias para ser coroada rainha, que seria a aprovação da igreja e uma cerimônia em Westminster. Henrique de Blois, em sua função de legado papal, chamou um conselho em Winchester pouco antes da páscoa para discutir as visões da igreja. Ele fez um acordo confidencial com Matilde que entregaria o apoio do clero, apenas se ela concordasse em entregar-lhe o controle dos negócios da igreja na Inglaterra. Henrique entregou o tesouro real, bem esgotado exceto pela coroa de Estêvão, e excomungou muitos dos apoiadores do irmão que recusaram-se a trocar de lado. Entretanto, o arcebispo de Cantuária Teobaldo de Bec não estava disposto a coroar Matilde tão rápido, liderando uma delegação formada por clérigos e nobres para ver Estêvão em Bristol e discutir seu dilema: eles deveriam abandonar seus juramentos de lealdade ao rei? Dada a situação, Estêvão concordou que estava preparado para liberar seus súditos de seus juramentos, e o clero reuniu-se novamente em Winchester depois da Páscoa para declarar Matilde "Senhora da Inglaterra e Normandia" como um título precursor de sua coroação. Quando foi para Londres para preparar sua coroação em junho, Matilde encontrou um levante popular apoiando Estêvão. Ela foi forçada a fugir para Oxford sem ser coroada.
Quando Godofredo de Anjou soube da captura de Estêvão, ele invadiu a Normandia novamente e, na ausência de Valerano de Beaumont que ainda estava lutando na Inglaterra, tomou todo o ducado ao sul do rio Sena e a leste do rio Risle. Teobaldo, irmão de Estêvão, não conseguiu ajudar, aparentemente preocupado com seus próprios problemas com a França – Luís VII, o novo rei francês, rejeitou a aliança regional de seu pai, melhorando as relações com Anjou e tomando uma atitude mais belicosa com Teobaldo, algo que levaria a uma guerra no ano seguinte. O sucesso de Godofredo na Normandia, aliado à fraqueza de Estêvão na Inglaterra, começaram a influenciar a lealdade de muitos barões anglo-normandos, temerosos em perder suas terras na Inglaterra para Roberto e Matilde, e suas posses na Normandia para Godofredo. Muitos começaram a abandonar Estêvão. Valerano foi um dos que decidiram desertar em 1141, cruzando de volta para a Normandia a fim de proteger suas posses ancestrais e aliar-se aos angevinos, levando consigo Worcestershire para o lado da imperatriz. Roberto de Leicester, irmão gêmeo de Valerano, efetivamente abandonou o conflito na mesma época. Outros apoiadores de Matilde receberam seus antigos castelos de volta, como o bispo Nigel de Ely, enquanto outros receberam novos condados na Inglaterra. O controle real da Casa da Moeda também quebrou, fazendo com que as moedas ficassem retidas com barões e bispos locais por todo o país.

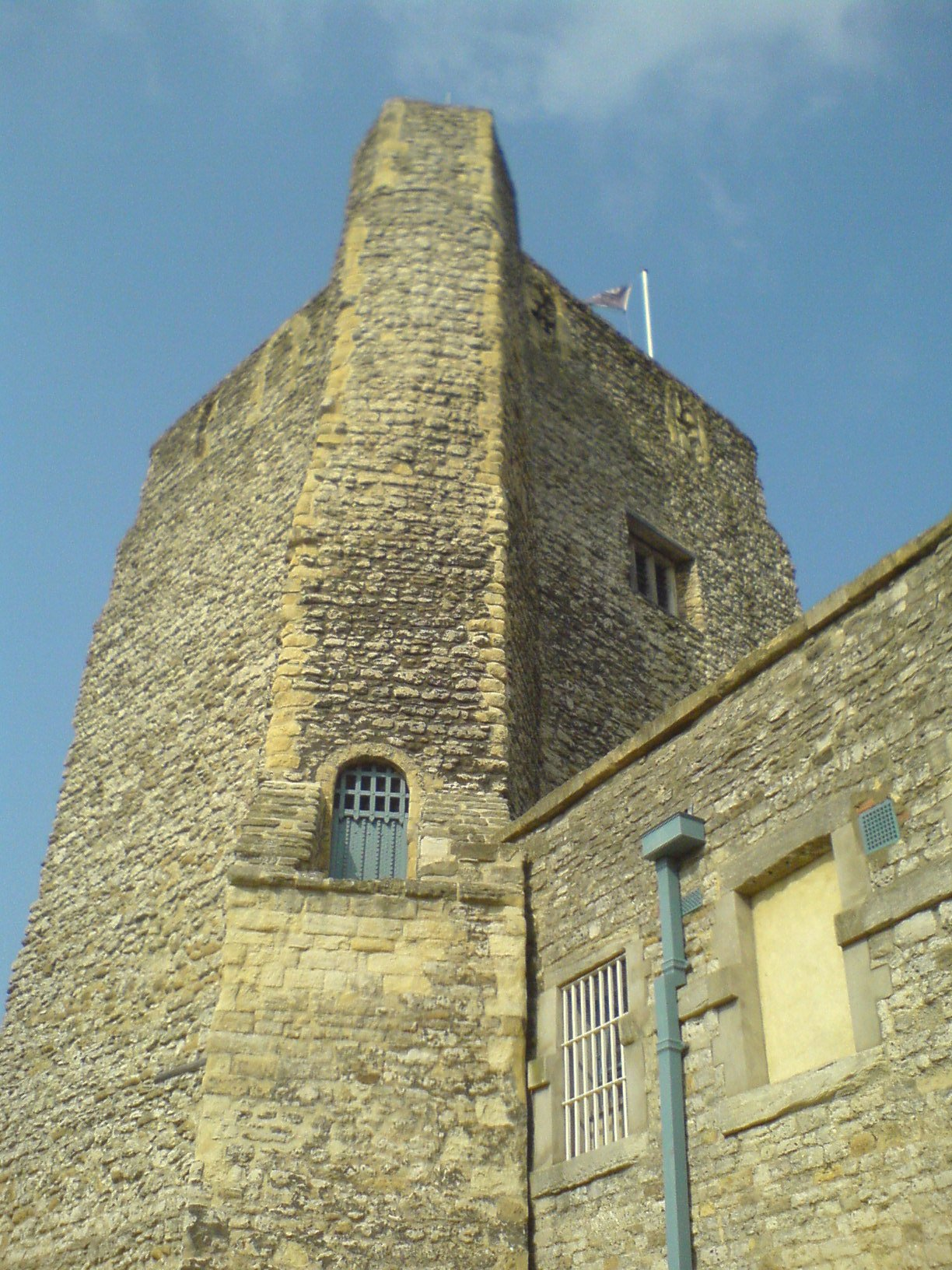
Estêvão quase capturou Matilde na Torre de São Jorge do Castelo de Oxford.

A esposa de Estêvão, Matilde, teve uma papel importantíssimo em manter a causa viva. A rainha reuniu os comandantes restantes do marido à sua volta e a família real no sudeste, indo para Londres quando a população rejeitou a imperatriz. Guilherme de Ypres ficou com a rainha em Londres; Guilherme Martel, o criado real, comandou operações a partir de Sherborne em Dorset, com Faramus de Bolonha ficando encarregado da criadagem real. A rainha parecia ter gerado simpatia e apoio genuíno nos seguidores mais leais de Estêvão. A aliança de Henrique de Blois com a imperatriz foi curta; eles logo divergiram sobre o clientelismo político e a política eclesiástica. O bispo encontrou-se com a rainha Matilde em Guildford e transferiu seu apoio.
A libertação do rei veio da derrota angevina no Tumulto de Winchester. Roberto e a imperatriz Matilde cercaram Henrique na cidade em julho. O exército da rainha Matilde e Guilherme de Ypres, reforçado com soldados descansados de Londres, então cercou os angevinos. As forças da imperatriz foram derrotadas e Roberto de Gloucester feito prisioneiro na batalha que se seguiu. Negociações tentaram um acordo de paz, porém a rainha não queria ceder para a imperatriz e Roberto recusou-se a mudar de lado. Em vez disso, em novembro, os dois lados simplesmente trocaram Roberto e o rei, e Estêvão começou a restabelecer sua autoridade. Henrique organizou outro conselho da igreja, desta vez reafirmando a legitimidade do irmão e coroando novamente Estêvão e Matilde de Bolonha no natal de 1141.
Estêvão adoeceu no início de 1142 e na época da Páscoa rumores começaram a circular que ele tinha morrido. A doença possivelmente era resultado de seu aprisionamento, porém ele recuperou-se e viajou para o norte a fim de reunir novas forças e convencer Ranulfo de Chester e mudar de lado novamente. Estêvão passou o verão atacando alguns dos novos castelos angevinos construídos no ano anterior, incluindo Cirencester, Bampton e Wareham. Ele viu uma oportunidade de capturar a própria imperatriz em Oxford no mês de setembro. Oxford era uma cidade bem protegida, com muralhas e o rio Isis (parte do rio Tâmisa), porém o rei realizou um ataque surpresa cruzando o rio, liderando as forças e nadando parte do caminho. Uma vez na outra margem, ele e seus homens invadiram a cidade e prenderam Matilde no castelo. Porém, o Castelo de Oxford era uma fortaleza poderosa e Estêvão decidiu realizar um cerco ao invés de atacá-lo, certo de que a imperatriz estava totalmente sem alternativas. Pouco antes do natal, Matilde saiu do castelo sem ser vista, cruzando o rio congelante e escapando a pé até Wallingford. As forças que defendiam o castelo logo se renderam, porém Estêvão perdeu a oportunidade de capturar sua oponente.

### Impasse

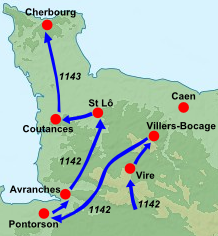
Mapa da invasão de Godofredo de Anjou na Normandia.

Enquanto Godofredo de Anjou consolidava seu poder na Normandia, a guerra entre os dois lados na Inglaterra chegava em um impasse na metade da década de 1140. O ano começou mal para Estêvão quando foi cercado por Roberto de Gloucester no Castelo de Wilton, um ponto de encontro para as forças reais em Herefordshire. O rei tentou fugir, resultando na Batalha de Wilton. A cavalaria angevina novamente mostrou-se muito forte e por um momento pareceu que Estêvão seria capturado mais uma vez. Entretanto, desta vez Guilherme Martel fez uma grande esforço na retaguarda, permitindo que o rei escapasse da batalha. Estêvão valorizou tanto a lealdade de Guilherme que concordou em trocar o Castelo de Sherborne por sua libertação – essa foi uma das poucas ocasiões em que ele estava disposto a entregar um castelo por um de seus homens.
Estêvão enfrentou uma nova ameaça no leste ao final de 1143 quando Godofredo de Mandeville, 1º Conde de Essex, rebelou-se. O rei há muito não gostava do barão e provocou o conflito chamando Godofredo para a corte e o prendendo. Estêvão ameaçou executar Godofredo se ele não entregasse seus castelos, que incluíam a Torre de Londres, Walden e Pleshey, fortificações importantes por estarem dentro ou nos arredores de Londres. Godofredo cedeu, mas quando foi libertado acabou indo para Ilha de Ely, começando uma campanha militar contra Cambridge com a intenção de ir sul rumo a capital. Com tantos problemas e Hugo Bigot ainda em revolta em Norfolk, o rei não tinha recursos para ir atrás de Godofredo e acabou formando uma teia de castelos entre Ely e Londres.
A situação continuou a piorar por um período. Ranulfo de Chester rebelou-se outra vez no verão de 1144, dividindo o Honour de Lencastre entre si mesmo e o príncipe Henrique. No oeste, Roberto de Gloucester e seus seguidores continuaram a atacar territórios lealistas e o Castelo de Wallingford permaneceu uma fortificação angevina bem perto de Londres. Enquanto isso, Godofredo de Anjou terminou de estabelecer seu domínio no sul da Normandia; em janeiro de 1144 ele foi para Ruão, a capital do ducado, concluindo sua campanha. Luís VII o reconheceu como Duque da Normandia pouco depois. Nesse momento da guerra, Estêvão dependia cada vez mais de seus aliados mais próximos, como Guilherme de Ypres e outros, e não tinha o apoio de poderosos barões que poderiam lhe providenciar forças adicionais; o rei pouco usou sua rede de condes depois dos eventos de 1141.
A guerra empacou depois de 1143, porém progrediu um pouco melhor para Estêvão. Miles de Gloucester, um dos melhores comandantes angevinos, morreu enquanto caçava no natal, diminuindo um pouco a pressão no oeste. A rebelião de Godofredo de Mandeville continuou até setembro de 1144, quando morreu enquanto atacava Burwell. A guerra no oeste continuou melhor em 1145, com o rei capturando o Castelo de Faringdon em Oxfordshire. No norte, Estêvão fez um novo acordo com Ranulfo de Chester, porém em 1146 ele repetiu o mesmo ardil que havia usado contra Godofredo de Mandeville alguns anos antes, primeiro convidando Ranulfo para a corte e depois prendendo-o e ameaçando-o a menos que entregasse seus castelos, incluindo Lincoln e Coventry. Também como Godofredo, assim que Ranulfo foi libertado ele imediatamente rebelou-se, porém a situação era um impasse: Estêvão tinha poucas forças no norte para iniciar uma nova campanha e Ranulfo não tinha os castelos para atacar o rei. Entretanto, sua prática de convidar barões para a corte e prendê-los lhe trouxe descrédito e crescente desconfiança.

### Fases finais

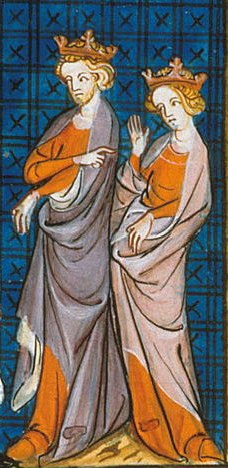
Representação do século XIV de Henrique e Leonor.

A Inglaterra sofreu muito com a guerra, com historiadores vitorianos chamando o período de "a Anarquia". A Crônica Anglo-Saxônica registra que "havia apenas perturbação, perversidade e roubos". As lutas e os ataques certamente causaram grandes devastações em algumas partes do país, como Wiltshire, Berkshire, o vale do Tâmisa e Anglia do Leste. Vários lordes locais construíram castelos sem autorização – o crônico Roberto de Torigni fala que por volta de 1115 castelos foram construídos durante o conflito, apesar disso provavelmente ser um exagero já que em outro lugar ele sugere que foram 126. O centralizado sistema da moeda estava fragmentado, com Estêvão, Matilde e lordes locais cunhando suas próprias moedas. As leis florestais ruíram em várias partes do país. Porém, algumas partes mal foram tocadas pela guerra civil – por exemplo, as terras de Estêvão no sudeste e as terras angevinas perto de Gloucester e Bristol pouco foram afetadas, e David I governou suas terras no norte da Inglaterra sem muitos transtornos. A renda do rei vinda de suas posses caiu muito durante o período, particularmente depois de 1141, com o controle real sobre a cunhagem de novas moedas permanecendo limitado fora do sudoeste e de Anglia do Leste. Com o rei baseado no sudoeste da Inglaterra, Westminster tornou-se cada vez mais o centro do governo real.
A forma de conflito gradualmente começou a mudar; como o historiador Frank Barlow sugere, no final da década de 1140 "a guerra civil tinha acabado", com a exceção de alguma eclosão isolada de combate. Roberto de Gloucester morreu em 1147 e no ano seguinte Matilde deixou o sudoeste da Inglaterra para a Normandia. Os dois eventos contribuíram para reduzir o ritmo da guerra. A Segunda Cruzada foi anunciada e muitos dos apoiadores angevinos, incluindo Valerano de Beaumont, partiram para Jerusalém, ficando longe da região por vários anos. Muitos barões começaram a fazer acordos de paz individuais uns com os outros para manter suas terras e espólios de guerra. Henrique FitzEmpress, filho de Matilde e Godofredo de Anjou, montou uma pequena invasão mercenária em 1147, porém a expedição falhou por não ter recursos para pagar seus homens. Surpreendentemente, Estêvão acabou pagando os custos e Henrique voltou para casa em segurança; não se sabe seus motivos para fazer isso. Uma explicação era sua cortesia para os membros de sua família, outra que ele começava a pensar como terminar a guerra pacificamente, vendo a ação como um modo de se relacionar com Henrique.
O jovem Henrique voltou para a Inglaterra em 1149 planejando uma aliança com Ranulfo de Chester. O plano angevino envolvia Ranulfo concordando em abandonar sua reivindicação a Carlisle, mantida pelos escoceses, em troca de receber os direitos do Honour de Lencastre; ele homenagearia David I e Henrique FitzEmpress, com Henrique tendo senioridade. Depois do acordo, os dois concordaram em atacar Iorque, provavelmente também com a ajuda dos escoceses. Estêvão marchou para Iorque e o plano se desintegrou. Henrique voltou para a Normandia e foi declarado duque por seu pai.
Henrique, mesmo jovem, cada vez mais ganhava a reputação de líder enérgico e capaz. Seu prestígio e poder aumentaram mais em 1152 quando casou-se com Leonor da Aquitânia; ela era a atraente Duquesa da Aquitânia, esposa recém divorciada de Luís VII e o casamento fez de Henrique o futuro líder de dois grandes territórios na França.
Nos anos finais da guerra, Estêvão começou a focar sua atenção nas questões da sua família e sucessão. Ele queria confirmar Eustácio, seu filho mais velho, como seu sucessor, apesar de crônicos registrarem que Eustácio era famoso pela cobrança de pesados impostos e por extorquir dinheiro daqueles que moravam em suas terras. Guilherme, segundo filho de Estêvão, casou-se com a rica Isabel de Warenne.  O rei construiu a Abadia de Faversham em 1148 como o local de repouso final dele e de sua família. A rainha Matilde, sua esposa, e seu irmão Teobaldo morreram em 1152.

### Discussão com a igreja

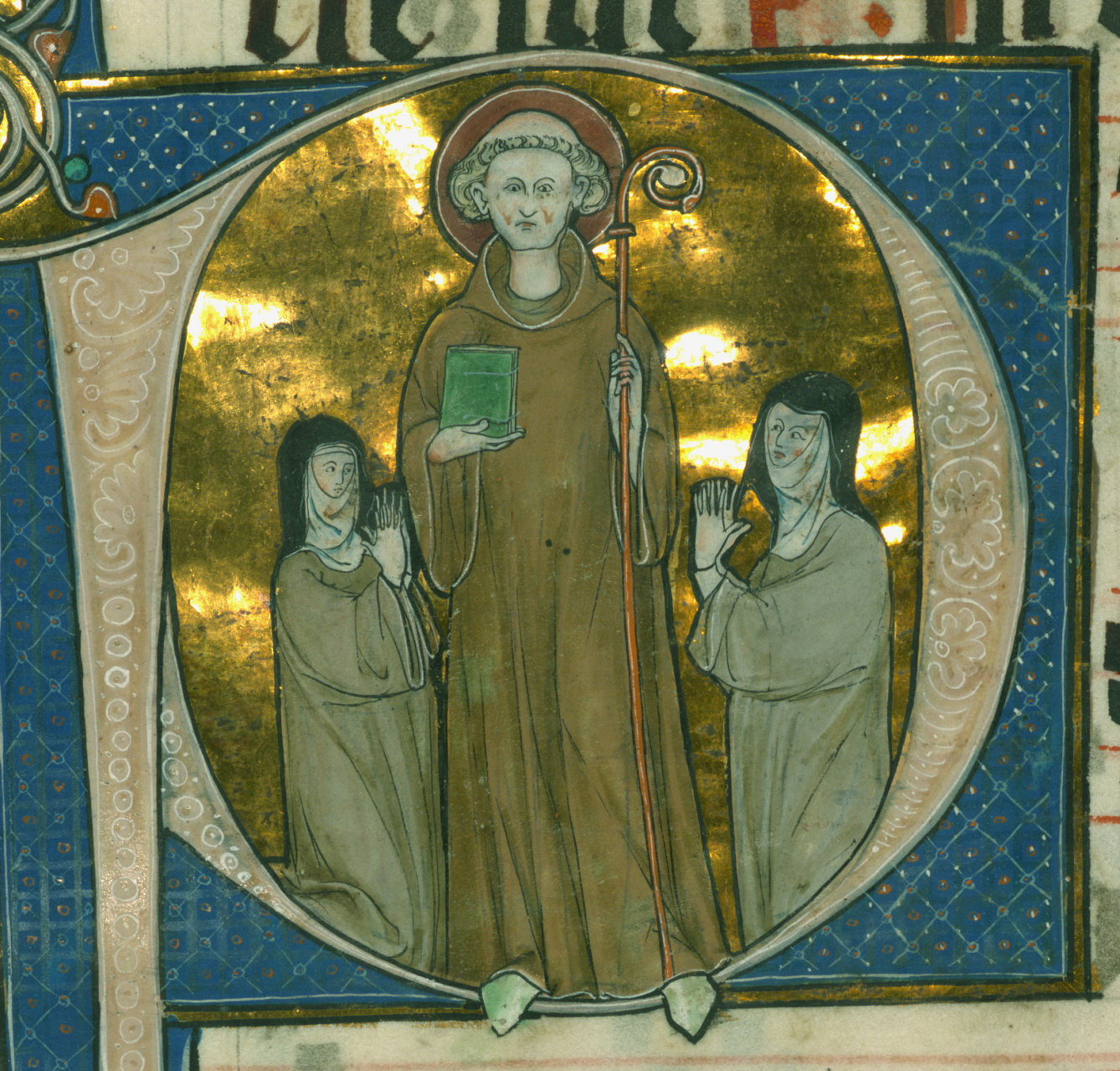
Representação do século XIII de Bernardo de Claraval, que discutiu com Estêvão sobre a política eclesiástica.

A relação de Estêvão com a igreja deteriorou muito ao final de seu reinado. O movimento reformista de dentro da igreja, que defendia maior autonomia do clero em relação à autoridade real, continuava a crescer enquanto novas vozes como a Ordem de Cister ganhavam mais prestígio dentro das ordens monásticas, sobrepujando ordens mais antigas como a de Cluny. A briga de Estêvão com a igreja teve suas origens em 1140 quando o arcebispo Turstin de Iorque morreu. Começou uma discussão entre um grupo de reformistas de Iorque apoiados por Bernardo de Claraval, chefe da Ordem de Cister, que preferiam Guilherme de Rievaulx como o novo arcebispo, enquanto Estêvão e Henrique de Blois preferiam algum de seus parentes. A disputa entre Henrique e Bernardo começou a ficar cada vez mais pessoal e o irmão do rei usou sua autoridade de legado papal em 1144 para nomear seu sobrinho Guilherme de Iorque para o cargo. Porém, quando o papa Inocêncio II morreu no ano seguinte, Bernardo conseguiu fazer com que a nomeação fosse rejeitada por Roma. Ele convenceu em 1147 o papa Eugênio III a anular completamente a decisão de Henrique, depondo Guilherme e colocando Henrique Murdac no lugar.
Estêvão ficou furioso, vendo a ação como um precedente de interferência papal sobre sua autoridade, inicialmente recusando-se a permitir que Murdac entrasse na Inglaterra. Quando Teobaldo de Bec foi consultar com o papa sobre a questão, o rei também não deixou que ele retornasse, apreendendo suas terras. Estêvão também cortou relações com a Ordem de Cister, virando-se para a de Cluny, a qual Henrique era membro.
Mesmo assim, a pressão para Estêvão confirmar Eustácio como seu herdeiro legítimo continuou a crescer. O rei deu ao filho o Condado de Bolonha em 1147, mas ainda não estava claro se Eustácio herdaria a Inglaterra também. Estêvão preferia ter Eustácio coroado enquanto ele próprio ainda estivesse vivo, como era o costume na França, porém isso não era uma prática normal na Inglaterra. O papa Celestino II, durante seu breve período à frente da igreja entre 1143 e 1144, baniu quaisquer mudanças nas práticas. Já que o arcebispo Teobaldo era a única pessoa que poderia coroar Eustácio, a questão chegou num impasse porque o clérigo recusava-se a fazer isso sem o consentimento do papa Eugênio III. Orei e o arcebispo chegaram a um acordo temporário no final de 1148 que permitiria a volta de Teobaldo à Inglaterra. Ele foi nomeado legado papal em 1151, aumentando sua autoridade. Estêvão então tentou novamente coroar Eustácio na páscoa de 1152, reunindo seus nobres para jurar fidelidade e insistindo para que Teobaldo e seus bispos o reconhecessem como rei. Quando o arcebispo recusou-se novamente, Estêvão e Eustácio o prenderam junto com todos os bispos e recusaram-se a libertá-los a menos que coroassem Eustácio. Teobaldo conseguiu escapar e foi para exílio temporário em Flandres, perseguido até a costa pelos cavaleiros do rei, marcando o ponto mais baixo da relação de Estêvão com a igreja.

### Tratados e paz

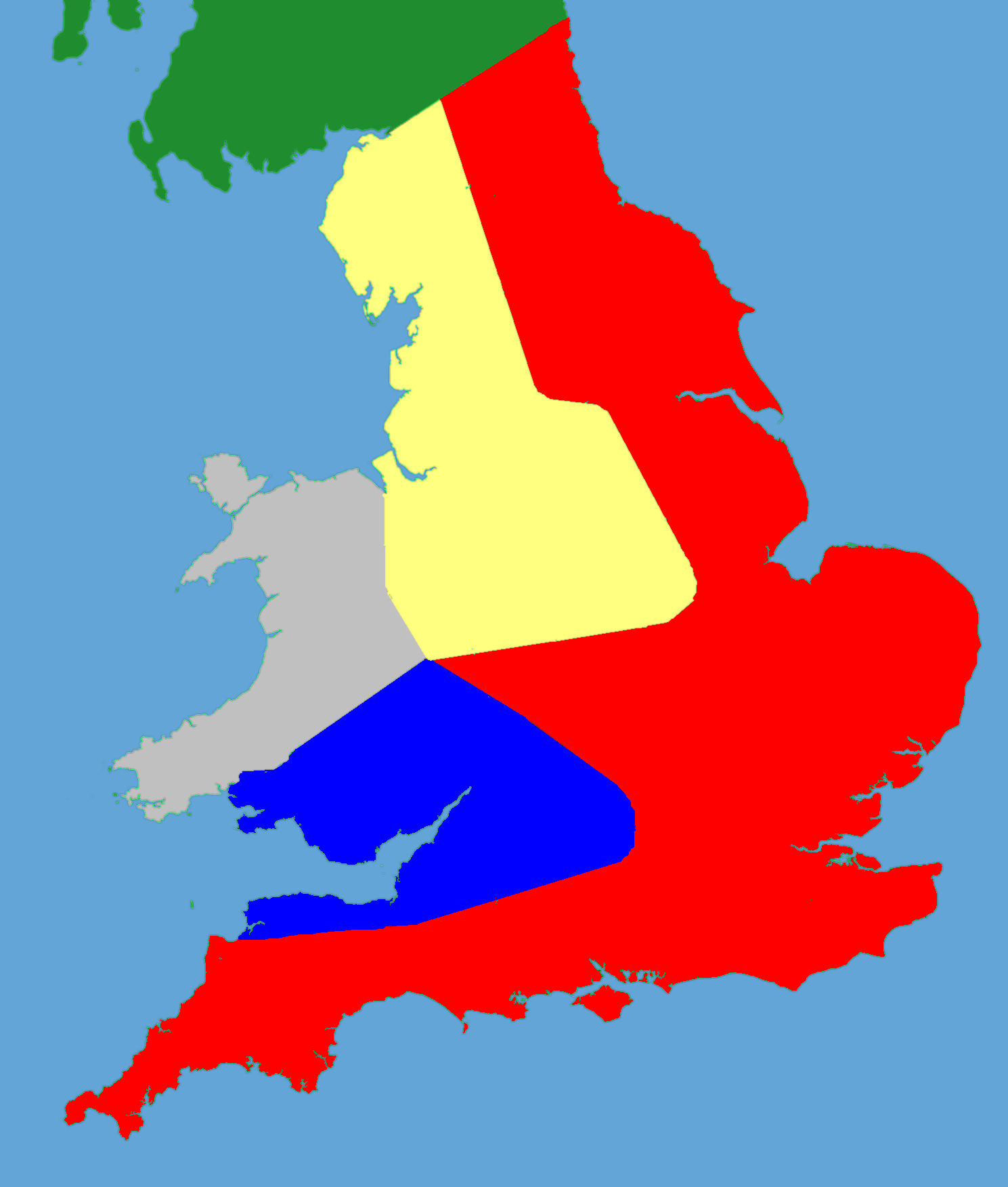
Mapa político de 1153. Vermelho indica as áreas controladas por Estêvão, azul pelos angevinos, cinza pelos galeses, creme por Ranulfo de Chester e Roberto de Leicester, e verde por David I da Escócia.

Henrique FitzEmpress voltou para a Inglaterra no início de 1153 com um pequeno exército, tendo apoio no norte e oeste por Ranulfo de Chester e Hugo Bigot. O castelo de Estêvão em Malmesbury foi cercado pelas forças de Henrique e o rei respondeu marchando para o oeste com um exército. Estêvão tentou, sem sucesso, forçar o exército de Henrique a travar uma batalha perto do rio Avon. Com o inverno chegando, ele concordou com uma trégua temporária e voltou para Londres, deixando Henrique viajar para o norte pelas Midlands onde o poderoso Roberto de Beaumont, 2º Conde de Leicester, anunciou seu apoio a causa angevina. Henrique e seus aliados agora controlavam as Midlands, o sudoeste e grande parte do norte da Inglaterra apesar do pequeno exército.
Estêvão intensificou o cerco do Castelo de Wallingford no verão numa tentativa final de tomar a principal fortificação angevina. A queda de Wallingford parecia iminente e Henrique marchou para o sul para tentar quebrar o cerco, chegando com seu pequeno exército e cercando as forças reais. Quando Estêvão recebeu as notícias, ele reuniu uma grande força e os dois lados encontraram-se em julho. Nesse ponto da guerra, os barões de ambos os lados pareciam querer evitar batalhas. Como resultado, ao invés de um confronto aberto, membros da igreja conseguiram uma trégua, irritando muito tanto Estêvão quanto Henrique.
Após Wallingford, Estêvão e Henrique conversaram em particular sobre um possível fim para a guerra. Eustácio ficou furioso com o final pacífico em Wallingford. Ele deixou o pai e voltou para Cambridge a fim de arrecadar fundos para uma nova campanha, adoecendo e morrendo no mês seguinte. A morte de Eustácio retirou um reivindicante óbvio ao trono e foi politicamente conveniente para aqueles que desejavam uma paz permanente na Inglaterra. Entretanto, é possível que Estêvão já considerava retirar a reivindicação de Eustácio; o historiador Edmund King comenta que a reivindicação de Eustácio ao trono nunca foi mencionada nas discussões em Wallingford, possivelmente aumentando a fúria do filho do rei.
As lutas continuaram depois de Wallingford, porém menos severas. Estêvão perdeu as cidades de Oxford e Stamford enquanto combatia Hugo Bigot no oeste, porém o Castelo de Nottingham resistiu a um ataque angevino para capturá-lo. Enquanto isso, Henrique de Blois e Teobaldo de Bec estavam juntos em um esforço para criar uma paz permanente, pressionando o rei para aceitar um acordo. Os exércitos de Estêvão e Henrique encontraram-se novamente em Winchester, onde os líderes ratificariam os termos de um acordo de paz permanente. Em novembro, Estêvão anunciou na catedral local o Tratado de Wallingford: reconheceu Henrique como seu filho adotivo e sucessor, em troca de Henrique prestar homenagem a ele; o rei prometeu ouvir os conselhos de Henrique, mas manteve seu poder; Guilherme, filho de Estêvão, prestaria homenagem a Henrique e renunciaria sua reivindicação ao trono em troca de proteção para suas terras; importantes castelos seriam mantidos em nome de Henrique por Estêvão e todas as forças mercenárias seriam dispensadas. Estêvão e Henrique selaram o acordo com um ósculo santo na catedral.

## Morte
Na época, a decisão de Estêvão de reconhecer Henrique como seu herdeiro não era necessariamente a solução final para a guerra civil. Apesar da cunhagem de uma nova moeda e reformas administrativas, Estêvão ainda poderia viver por muitos anos, enquanto a posição de Henrique não estava segura. Apesar de Guilherme, filho do rei, ainda ser jovem e sem nenhum preparo para desafiar Henrique pelo trono, a situação poderia mudar nos anos seguintes – por exemplo, houve rumores em 1154 que Guilherme planejava assassinar Henrique. O historiador Graeme J. White descreve o tratado como uma "paz precária", capturando o julgamento da maioria dos historiadores modernos: a situação no final de 1153 ainda era incerta e imprevisível.
Certamente restavam vários problemas para serem resolvidos, incluindo o reestabelecimento da autoridade real nas províncias e a resolução da complexa questão sobre quais barões deveriam controlar as terras e propriedades contestadas após a longa guerra civil. Estêvão entrou em atividade no começo de 1154, viajando muito pelo reino. Ele começou a emitir vários decretos para o sudoeste da Inglaterra e viajou para Iorque a fim de realizar uma grande corte para tentar impressionar os barões do norte de que a autoridade real estava sendo reafirmada. Depois do atarefado verão de 1154, Estêvão viajou para Dover para se encontrar com Teodorico da Alsácia, Conde de Flandres; alguns historiadores acreditam que ele já estava doente e preparando-se para ajeitar seus assuntos de família. Estêvão adoeceu do estômago e morreu no dia 25 de outubro, sendo enterrado na Abadia de Faversham ao lado de sua esposa Matilde e Eustácio.

## Legado
Após a morte de Estêvão, Henrique o sucedeu no trono da Inglaterra como Henrique II. Ele firmemente reestabeleceu a autoridade real depois da guerra civil, derrubou castelos e aumentou a renda, apesar de vários desses atos terem se iniciado ainda no reinado de Estêvão. A destruição de castelos promovida por Henrique não foi tão grande como já se acreditou, e apesar dele ter restaurado as rendas reais, a economia inglesa pouco mudou sob os dois monarcas. Guilherme, o filho restante de Estêvão, foi confirmado como Conde de Surrey por Henrique, prosperando durante o novo reinado, apesar da ocasional tensão com o rei. A filha de Estêvão, Maria, também sobreviveu ao pai; ela havia sido colocada em um convento por Estêvão, porém saiu depois de sua morte e casou-se. O primeiro filho de Estêvão, Balduíno, e sua primeira filha, Matilde, morreram em 1135 e foram enterrados no Priorado da Santíssima Trindade. Estêvão também teve provavelmente três filhos bastardos com sua amante Damette: Gervásio, Raul e Américo. Gervásio tornou-se Abade de Westminster em 1138, porém após a morte do pai foi retirado em 1157, morrendo pouco depois.

### Historiografia

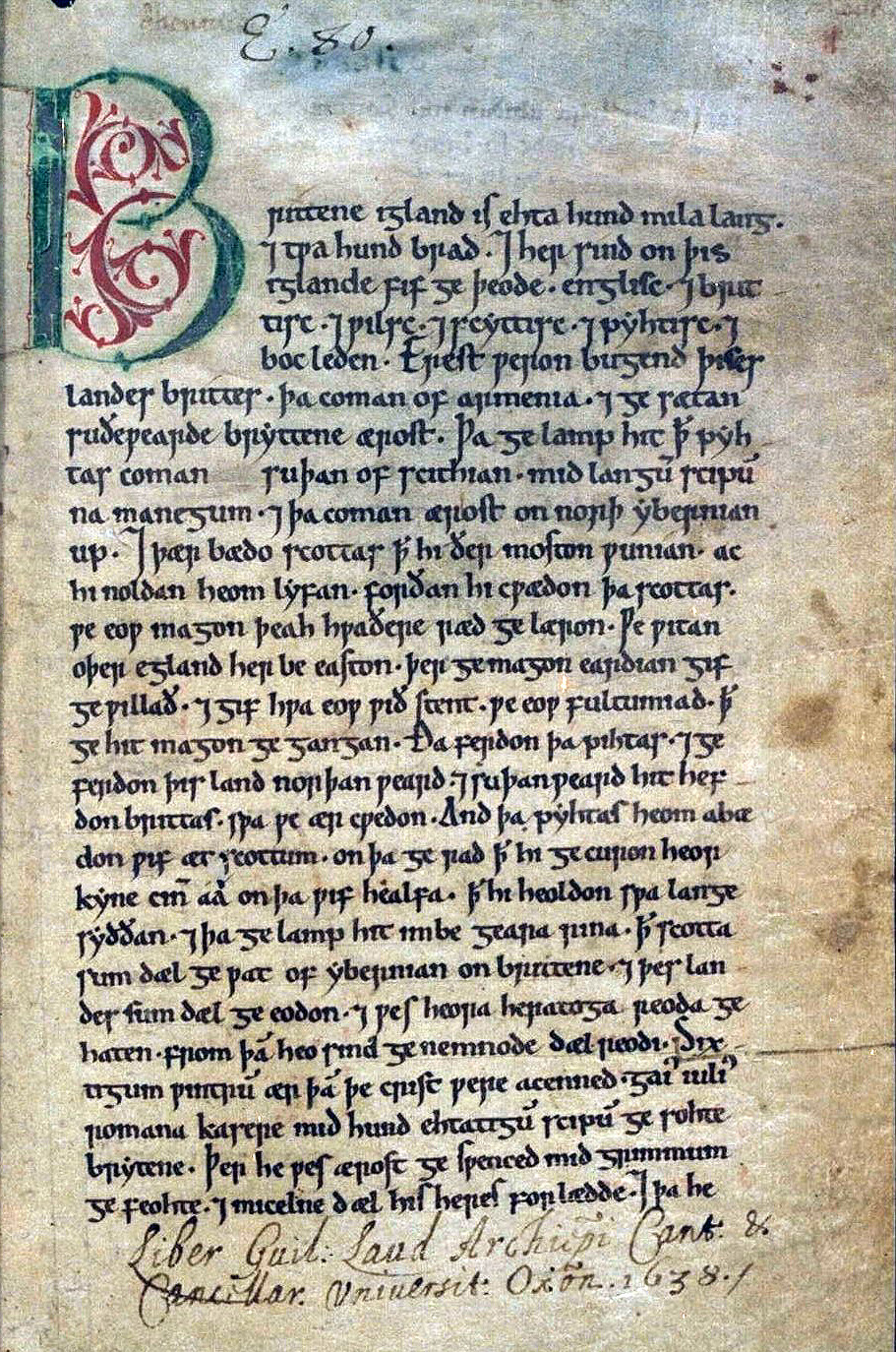
Página da Crônica de Peterborough na Crônica Anglo-Saxônica, escrita por volta de 1150 e que detalha os eventos do reinado de Estêvão.

Muito da história moderna sobre o reinado de Estêvão é baseada em crônicos que viveram no século XII ou perto desse período, formando relatos relativamente ricos sobre a época. Todos os principais crônicos carregavam preconceitos regionais na maneira como retratavam os eventos. Várias crônicas importantes foram escritas no sudoeste da Inglaterra, incluindo a Gesta Stephani ("Atos de Estêvão") e a Historia Novella ("Nova História") de Guilherme de Malmesbury. Na Normandia, Orderico Vitalis escreveu Ecclesiastical History, cobrindo o reinado de Estêvão até 1141, e Roberto de Torigni escreveu posteriormente sobre o resto do período. Henrique de Huntingdon vivia no leste da Inglaterra, produzindo a Historia Anglorum que mostra um relato regional sobre o reinado. A Crônica Anglo-Saxônica já não estava mais em seu auge, porém é lembrada por seu marcante relato sobre as condições durante "a Anarquia". A maioria dos crônicos eram tendenciosos contra ou a favor de Estêvão, Roberto de Gloucester ou outra figura importante do conflito. Daqueles que escreviam para a igreja depois dos eventos do final do reinado de Estêvão, como João de Salisbury, mostravam o rei como um tirano por sua discussão com o arcebispo da Cantuária; em contraste, os clérigos em Durham o consideravam um salvador pela contribuição na derrota dos escoceses na Batalha de Sandard. Crônicos posteriores durante o reinado de Henrique II eram geralmente mais negativos: Valter Map, por exemplo, descrevia Estêvão como "um bom cavaleiro, mas em outros aspectos quase um tolo". Vários foros foram emitidos durante o reinado, dando detalhes sobre eventos contemporâneos e da rotina diária, muito utilizados como fontes por historiadores modernos.
Historiadores de ideologia whig que emergiram durante a era vitoriana traçaram um curso progressivista e universalista no desenvolvimento político e econômico no período medieval. William Stubbs se focou nesses aspectos constitucionais do reinado de Estêvão em Constitutional History of England, começando um duradouro interesse em Estêvão e seu reinado. A análise de Stubbs, focando-se na desordem do período, influenciou seu aluno J. Horace Round a cunhar o termo "a Anarquia", um rótulo que, apesar de algumas vezes criticado, continua a ser usado até os dias de hoje. O acadêmico Frederic William Maitland também apresenta a possibilidade de que o reinado marcou um ponto de virada na história legal inglesa.
Estêvão permanece um assunto popular para estudos históricos: David Crouch sugere que ele é, depois do rei João, "indiscutivelmente o rei medieval inglês com mais obras escritas a seu respeito". Historiadores modernos variam sobre suas avaliações de Estêvão como rei. A influente biografia de R. H. Davis mostra um monarca fraco: um competente líder militar no campo, agradável e cheio de energia, porém "sob a superfície ... desconfiado e dissimulado", com um péssimo julgamento estratégico que no final prejudicou seu reinado. A falta de talento de Estêvão para julgamentos políticos e sua inépcia para assuntos internacionais, que levaram à perda da Normandia e sua consequente incapacidade para vencer a guerra civil, também são destacadas pelo historiador David Crouch. O biógrafo e historiador Edmund King, apesar de mostrar uma imagem um pouco mais positiva que Davis, conclui que Estêvão, mesmo estoico, piedoso e um líder genial, era raramente dono de si mesmo, frequentemente pedindo ajuda para pessoas mais fortes como sua esposa e seu irmão. Keith Stringer é mais positivo, discutindo que o fracasso final de Estêvão como rei não seu deu como resultado de suas falhas pessoais, mas sim de pressões externas no estado normando.

### Cultura popular
Estêvão e seu reinado ocasionalmente foram usados em obras de ficção histórica. Ele e seus apoiadores apareceram na série histórica Brother Cadfael Chronicles, romances escritos por Edith Pargeter, que se passam entre 1137 e 1145. A representação de Pargeter do reinado de Estêvão é essencialmente uma narrativa local focada na cidade de Shrewsbury e arredores. Pargeter mostra o rei como um homem tolerante e um monarca sensato, apesar de executar os defensores de Shrewsbury após tomar a cidade em 1138. Em contraste, Estêvão é representado antipaticamente no romance The Pillars of the Earth, de Ken Follett, e na minissérie de televisão que o adapta.

## Descendência
Estêvão casou-se com Matilde I, Condessa de Bolonha em 1125. Eles tiveram cinco filhos:
1. Balduíno (c. 1126–1135), morreu jovem;
2. Eustácio (c. 1130–1153), casou-se com Constância da França, sem descendência;
3. Matilde (1133–1135), morreu jovem;
4. Guilherme (c. 1134–1159), casou-se com Isabel de Warrenne, sem descendência;
5. Maria (?–1182), casou-se com Mateus da Alsácia, com descendência.